# Білоруська революційна громада
Білоруська революційна громада (біл. Беларуская рэвалюцыйная грамада)  — білоруська політична партія і революційна організація заснована в 1902 році в Санкт-Петербурзі братами Іваном і Антоном Луцкевичами з метою здобуття незалежності Білорусі.
У 1903 партія починає займатися білоруським книговидання. Об'єднання займалося виданням не тільки художні та навчальних книг, але і політичних прокламацій. Так наприклад, в кінці 1903 року була підготовлена, а в квітні 1904 року видана прокламація «Королівська господарка».
У тому ж році за допомогою інших білоруських студентів вдалося налагодити відносини з близькими по духу організаціями в Мінську та Вільнюсі.
В кінці 1903 року в Вільнюсі відбувся перший з'їзд партії.
У 1904 партія починає відкрито займатися політикою. Після чого починається поширення антиурядових листівок, яке лише усілось з початком російсько-японської війни.
Незадовго до революції 1905 року відбувся другий з'їзд партії, на якому було прийнято рішення про перейменування партії в «Білоруську соціалістичну громаду»